# 3738 Ots
3738 Ots је астероид главног астероидног појаса чија средња удаљеност од Сунца износи 2,224 астрономских јединица (АЈ).
Апсолутна магнитуда астероида је 12,7.